# Didemnum albopunctatum
Didemnum albopunctatum är en sjöpungsart som beskrevs av Sluiter 1909. Didemnum albopunctatum ingår i släktet Didemnum och familjen Didemnidae. Inga underarter finns listade i Catalogue of Life.